# Jesuíno Lamego da Costa

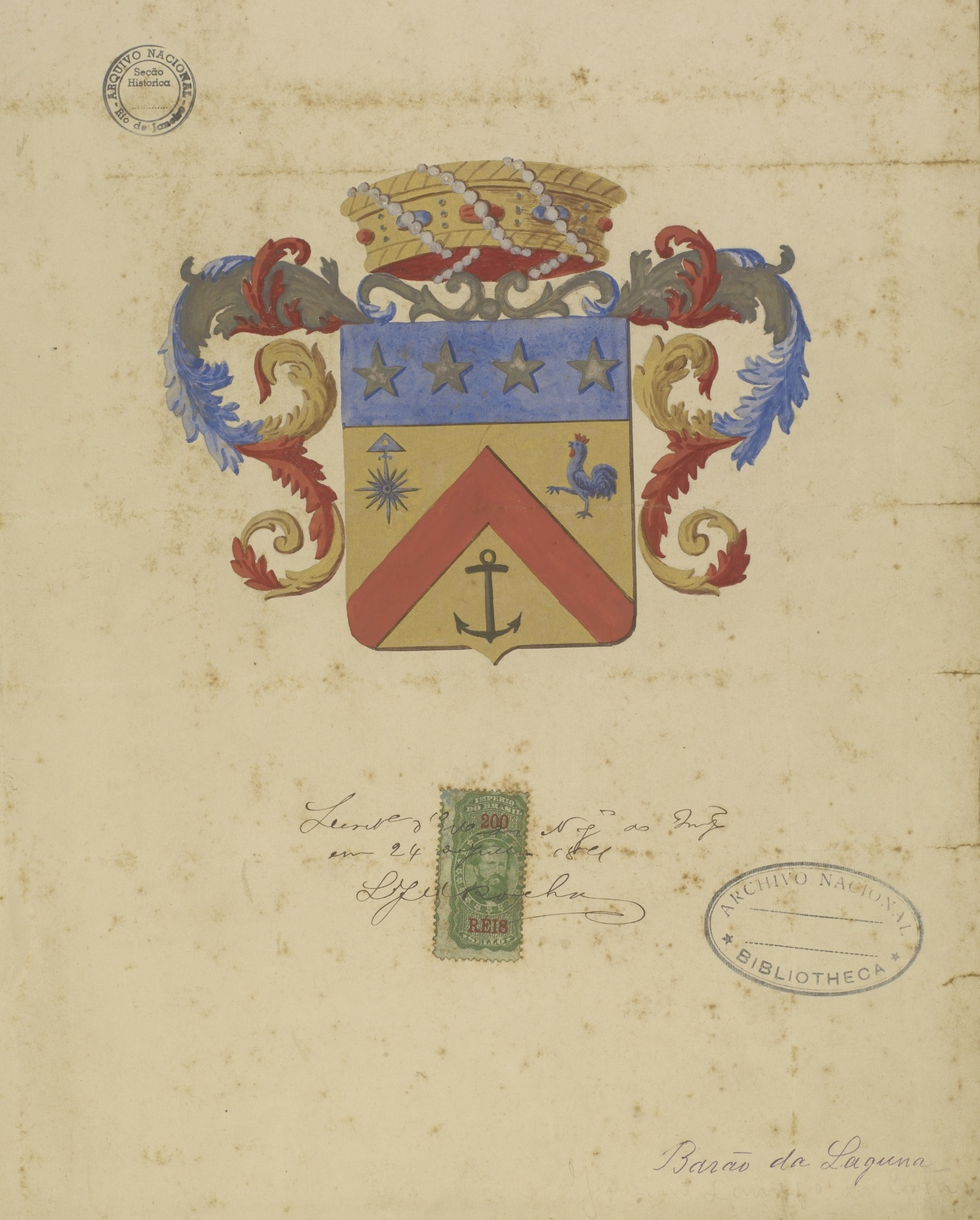
Brasão de Jesuíno Lamego da Costa.

Jesuíno Lamego da Costa, 2º Barão de Laguna, (Laguna, 13 de setembro de 1811 — Rio de Janeiro, 16 de fevereiro de 1886) foi um militar e político brasileiro.
Foi deputado geral e senador do Império do Brasil de 1872 a 1886. Filho de Nicolau José Lamego da Costa e Joaquina Antônio de Jesus.
Fez carreira na Marinha atingindo o posto de almirante. Foi nomeado barão da Laguna por decreto de 17 de maio de 1871.
No quadro "Juramento Constitucional da Princesa Isabel", de Francisco Tirone, é o único "virado de frente para o pintor". A obra pode ser encontrada no Museu Histórico Nacional, no Rio de Janeiro, onde Jesuíno é numerado como o 16º do conjunto. 
Na vida política, Jesuíno Lamego era o líder do Partido Conservador na Província de Santa Catarina, além de ter sido eleito Deputado Geral para as 10ª, 11ª e 14ª legislaturas e nomeado como Senador em 1872, posto esse que exerceu até sua morte em 1886.

## Titularidades
- Barão da Laguna - título conferido por decreto imperial em 17 de maio de 1871.